# Copa Korać 1992-93
La Copa Korać 1992-93 fue la vigésimo segunda edición de la Copa Korać, competición creada por la FIBA para equipos europeos que no disputaran ni la Copa de Europa ni la Recopa. Participaron 73 equipos, quince más que en la edición anterior. De nuevo hubo una final completamente itaiana, en la que el Philips Milano derrotó al campeón del año pasado, la Virtus Roma, logrando su segundo título.

## Primera ronda
| Equipo 1              | Agr.    | Equipo 2                 | Ida    | Vuelta |
| --------------------- | ------- | ------------------------ | ------ | ------ |
| Fenerbahçe            | 211–146 | Merani Tbilisi           | 108–78 | 103–68 |
| Hiefenech             | 145–203 | Helios Domžale           | 77–108 | 68–95  |
| Steaua București      | 125–159 | Optimizem Postojna       | 66–81  | 59–78  |
| Urartu                | 4–0*    | Spartak Pleven           | 2–0    | 2–0    |
| CRO Lyon              | 237–162 | Valur                    | 109-74 | 128–88 |
| Shevardeni            | 130–219 | MOL Szolnoki Olajbányász | 65-118 | 65–101 |
| Fidefinanz Bellinzona | 198–182 | Slovan                   | 107-92 | 91–90  |
| Estrelas Avenida      | 130–183 | Spirou                   | 68-84  | 62–99  |
| Baník Cígeľ Prievidza | 222–185 | Akademik Varna           | 131-89 | 91–96  |

*Spartak Pleven se retiró antes del partido de ida y el Urartu recibió un marcador de 2-0 en ambos partidos.

## Segunda ronda
| Equipo 1                    | Agr.    | Equipo 2                       | Ida    | Vuelta |
| --------------------------- | ------- | ------------------------------ | ------ | ------ |
| Fenerbahçe                  | 222–123 | Politehnica Timișoara          | 126–62 | 96–61  |
| Micom Marcus Koper          | 142–189 | Maccabi Rishon LeZion          | 69–89  | 73–100 |
| Helios Suns                 | 140–156 | Avtodor Saratov                | 55–69  | 85–87  |
| SOCED București             | 103–224 | Phonola Caserta                | 47–108 | 56–116 |
| Optimizem Postojna          | 155–152 | Trier                          | 84–80  | 71–72  |
| Amicale                     | 137–209 | Clear Cantù                    | 65–104 | 72–105 |
| Šibenik Zagreb Montaža      | 173–130 | Urartu                         | 89–62  | 84–68  |
| Bruxellois                  | 142–196 | Philips Milano                 | 67–97  | 75–99  |
| CRO Lyon                    | 169–175 | EnBW Ludwigsburg               | 93-96  | 76–79  |
| Budućnost                   | 0–4*    | Sunair Oostende                | 0-2    | 0–2    |
| TTS Trenčín                 | 153–184 | Stal Bobrek Bytom              | 83-96  | 70–88  |
| Balanța Sibiu               | 134–242 | FC Barcelona                   | 59-127 | 75–115 |
| MOL Szolnoki Olajbányász    | 4–0*    | Užice                          | 2-0    | 2–0    |
| Çukurova Üniversitesi       | 0–4*    | Olympique Antibes              | 0-2    | 0–2    |
| Fidefinanz Bellinzona       | 160–167 | Elosúa León                    | 86-78  | 74–89  |
| Lech Poznań                 | 132–134 | Alba Berlin                    | 72-70  | 60–64  |
| Spirou                      | 151–147 | ASVEL                          | 85-69  | 66–78  |
| Tofaş                       | 171–159 | Grupo Libro Valladolid         | 93-71  | 78–88  |
| Go Pass Verviers-Pepinster  | 198–178 | Ulm                            | 106-82 | 92–96  |
| Baník Cígeľ Prievidza       | 185–230 | Taugrés                        | 93-119 | 92–111 |
| Radnički Belgrade           | 0–4*    | Stroitel Kharkov               | 0-2    | 0–2    |
| APOEL                       | 176–214 | Nikas Peristeri                | 93-98  | 83–116 |
| Statyba                     | 115–163 | Zagreb                         | 48-78  | 67–85  |
| TED Ankara Kolejliler       | 182–157 | Hapoel Jerusalem               | 80-74  | 102–83 |
| Spartak Lugansk             | 177–174 | Saab Uudenkaupungin Urheilijat | 96-91  | 81–83  |
| Ideal Job Union Neuchâtel   | 157–204 | Virtus Roma                    | 80-107 | 77–97  |
| Nová huť ANES Ostrava       | 4–0*    | Vojvodina                      | 2-0    | 2–0    |
| Levski Sofia                | 139–162 | Chipita Panionios              | 67-70  | 72–92  |
| Maccabi Haifa               | 146–171 | Gravelines                     | 86-90  | 60–81  |
| Sparta Praha                | 162–186 | AEK                            | 82-91  | 80–95  |
| VEF Adazhi Interlatvia Rīga | 152–151 | Körmendi Dózsa                 | 85-65  | 67–86  |
| Keravnos                    | 165–212 | Iraklis                        | 85-96  | 80–116 |

*Budućnost, Užice, Çukurova Üniversitesi y Radnički Belgrade se retiraron antes del partido de ida, recibiendo sus rivales un marcador de 2-0 en sus partidos.

## Tercera ronda
| Equipo 1                    | Agr.    | Equipo 2              | Ida    | Vuelta |
| --------------------------- | ------- | --------------------- | ------ | ------ |
| Fenerbahçe                  | 165–154 | Maccabi Rishon LeZion | 86–76  | 79–78  |
| Avtodor Saratov             | 163–171 | Phonola Caserta       | 84–84  | 79–87  |
| Optimizem Postojna          | 166–188 | Clear Cantù           | 78–90  | 88–98  |
| Šibenik Zagreb Montaža      | 177–198 | Philips Milano        | 80–85  | 97–113 |
| EnBW Ludwigsburg            | 160–164 | Sunair Oostende       | 88-82  | 72–82  |
| FC Barcelona                | 172–136 | Stal Bobrek Bytom     | 88-66  | 84–70  |
| MOL Szolnoki Olajbányász    | 155–204 | Olympique Antibes     | 80-87  | 75–117 |
| Elosúa León                 | 180–139 | Alba Berlin           | 91-51  | 89–88  |
| Spirou                      | 147–128 | Tofaş                 | 86-64  | 61–64  |
| Go Pass Verviers-Pepinster  | 171–199 | Taugrés               | 94-104 | 77–95  |
| Stroitel Kharkov            | 160–252 | Nikas Peristeri       | 99-121 | 61–131 |
| Zagreb                      | 132–131 | TED Ankara Kolejliler | 75-68  | 57–63  |
| Spartak Lugansk             | 138–167 | Virtus Roma           | 72-73  | 66–94  |
| Nová huť ANES Ostrava       | 137–163 | Chipita Panionios     | 62-82  | 75–81  |
| Gravelines                  | 161–146 | AEK                   | 91-61  | 70–85  |
| VEF Adazhi Interlatvia Rīga | 147–191 | Iraklis               | 83-109 | 64–82  |

## Octavos de final
Los octavos de final se jugaron dividiendo los 16 equipos clasificados en cuatro grupos con un sistema de todos contra todos.
|  | Los dos primeros clasificados avanzan a cuartos de final |

|    | Equipo      | PJ | Pts | G | P | PF  | PC  | Dif. |
| -- | ----------- | -- | --- | - | - | --- | --- | ---- |
| 1. | Clear Cantù | 6  | 10  | 4 | 2 | 506 | 462 | +44  |
| 2. | Zagreb      | 6  | 9   | 3 | 3 | 473 | 495 | -22  |
| 3. | Fenerbahçe  | 6  | 9   | 3 | 3 | 446 | 456 | -10  |
| 4. | Spirou      | 6  | 8   | 2 | 4 | 467 | 479 | -12  |

|    | Equipo          | PJ | Pts | G | P | PF  | PC  | Dif. |
| -- | --------------- | -- | --- | - | - | --- | --- | ---- |
| 1. | FC Barcelona    | 6  | 11  | 5 | 1 | 529 | 462 | +67  |
| 2. | Phonola Caserta | 6  | 9   | 3 | 3 | 519 | 511 | +8   |
| 3. | Iraklis         | 6  | 9   | 3 | 3 | 485 | 527 | -42  |
| 4. | Sunair Oostende | 6  | 7   | 1 | 5 | 470 | 503 | -33  |

|    | Equipo            | PJ | Pts | G | P | PF  | PC  | Dif. |
| -- | ----------------- | -- | --- | - | - | --- | --- | ---- |
| 1. | Virtus Roma       | 6  | 10  | 4 | 2 | 475 | 476 | -1   |
| 2. | Chipita Panionios | 6  | 9   | 3 | 3 | 484 | 442 | +42  |
| 3. | Olympique Antibes | 6  | 9   | 3 | 3 | 526 | 530 | -4   |
| 4. | Taugrés           | 6  | 8   | 2 | 4 | 464 | 501 | -35  |

|    | Equipo          | PJ | Pts | G | P | PF  | PC  | Dif. |
| -- | --------------- | -- | --- | - | - | --- | --- | ---- |
| 1. | Philips Milano  | 6  | 11  | 5 | 1 | 522 | 464 | +58  |
| 2. | Elosúa León     | 6  | 9   | 3 | 3 | 494 | 467 | +27  |
| 3. | Nikas Peristeri | 6  | 8   | 2 | 4 | 464 | 510 | -46  |
| 4. | Gravelines      | 6  | 8   | 2 | 4 | 461 | 500 | -39  |

## Cuartos de final
| Equipo 1          | Agr.    | Equipo 2       | Ida   | Vuelta |
| ----------------- | ------- | -------------- | ----- | ------ |
| Zagreb            | 160–167 | FC Barcelona   | 81–94 | 79–73  |
| Phonola Caserta   | 150–181 | Clear Cantù    | 81–86 | 69–95  |
| Chipita Panionios | 152–160 | Philips Milano | 78–79 | 74–81  |
| Elosúa León       | 173–180 | Virtus Roma    | 88–77 | 85–103 |

## Semifinales
| Equipo 1     | Agr.    | Equipo 2       | Ida   | Vuelta |
| ------------ | ------- | -------------- | ----- | ------ |
| FC Barcelona | 149–163 | Virtus Roma    | 64–84 | 85–79  |
| Clear Cantù  | 146–157 | Philips Milano | 74–72 | 72–85  |

## Final
| Equipo 1    | Agr.    | Equipo 2       | Ida   | Vuelta |
| ----------- | ------- | -------------- | ----- | ------ |
| Virtus Roma | 181–201 | Philips Milano | 90–95 | 91–106 |

| 9 de marzo de 1993 | il Messaggero Roma                                              | 90–95                | Philips Milano                                                                             | |  |
|                    | Parciales: 40-36, 50-61                                         |                      |                                                                                            | |  |
|                    | Estadísticas Dino Rađa, 30 Dino Rađa, 11 Alessandro Fantozzi, 2 | Reporte Pts Reb Asts | Estadísticas Riccardo Pittis, 31 Riccardo Pittis, Antonio Davis, 10 Aleksandar Đorđević, 6 | Pabellón: PalaEUR, Roma Asistencia: 5.870 espectadores Árbitros: Danco Radić (YUG), Miguel Ángel Betancor (ESP) |  |

| 18 de marzo de 1993 | Philips Milano                                                           | 106–91               | il Messaggero Roma                                                        | |  |
|                     | Parciales: 62-42, 44-49                                                  |                      |                                                                           | |  |
|                     | Estadísticas Aleksandar Đorđević, 38 Antonio Davis, 9 Riccardo Pittis, 8 | Reporte Pts Reb Asts | Estadísticas Sandro Dell'Agnello, 21 Dino Rađa, 16 Alessandro Fantozzi, 3 | Pabellón: Mediolanum Forum, Milán Asistencia: 10.394 espectadores Árbitros: David Dagan (ISR), Nikolaos Pitsilkas (GRE) |  |

| Campeón de la Copa Korać 1992–93 |
| -------------------------------- |
| Philips Milano 2º título         |